# Funchal
Funchal (phát âm tiếng Bồ Đào Nha: [fũˈʃaɫ]) là thủ phủ và thành phố lớn nhất của Bồ Đào Nha thuộc khu tự trị của quần đảo Madeira. Thành phố có dân số 100.526 người và là thủ phủ của Madeira trong hơn năm thế kỷ.